# قطار أمارناث إكسبرس
قطار أمارناث إكسبرس (بالإنجليزية: Amarnath Express) هو قطار إكسبريس تابع لسكك حديد الهند، وتحديدًا لمنطقة الشمال الشرقي، يربط بين مدينة جواهاتي في ولاية آسام وجامو تاوي في جامو وكشمير، في الهند.

## معلومات التشغيل
يعمل القطار برقم 15653 في اتجاهه من جواهاتي إلى جامو تاوي، وبرقم 15654 في الاتجاه المعاكس. ويمر عبر 8 ولايات هندية، هي: آسام، البنغال الغربية، بيهار، أوتار براديش، أوتاراخند، هاريانا، البنجاب، وجامو وكشمير.

## المميزات
يُعد القطار من وسائل النقل المهمة للحجاج الذين يزورون كهف أمارناث الشهير في كشمير، كما يخدم الركاب العابرين بين شمال شرق الهند وشمالها الغربي، ويمر بمناطق ذات كثافة سكانية متنوعة وثقافات متعددة.